# Kahuku
Kahuku és una concentració de població designada pel cens dels Estats Units a l'estat de Hawaii. Segons el cens del 2000 tenia 2.097 habitants.

## Demografia
Segons el cens del 2000, Kahuku tenia 2.097 habitants, 509 habitatges, i 401 famílies La densitat de població era de 830,47 habitants per km².
Dels 509 habitatges en un 43,2% hi vivien nens de menys de 18 anys, en un 59,3% hi vivien parelles casades, en un 14,3% dones solteres, i en un 21,2% no eren unitats familiars. En el 19,8% dels habitatges hi vivien persones soles l'11,0% de les quals corresponia a persones de 65 anys o més que vivien soles. El nombre mitjà de persones vivint en cada habitatge era de 3,96 i el nombre mitjà de persones que vivien en cada família era de 4,63.
Per edats la població es repartia de la següent manera: un 35,4% tenia menys de 18 anys, un 10,8% entre 18 i 24, un 23,3% entre 25 i 44, un 17,8% de 45 a 64 i un 12,7% 65 anys o més.
L'edat mediana era de 28,2 anys. Per cada 100 dones hi havia 101,25 homes. Per cada 100 dones de 18 o més anys hi havia 96,95 homes.
La renda mediana per habitatge era de 39.135 $ i la renda mediana per família de 47.045 $. Els homes tenien una renda mediana de 29.934 $ mentre que les dones 22.366 $. La renda per capita de la població era de 12.340 $. Aproximadament l'11,8% de les famílies i el 14,6% de la població estaven per davall del llindar de pobresa.

## Poblacions més properes
El següent diagrama mostra les poblacions més properes.